# Ptocasius linzhiensis
Ptocasius linzhiensis är en spindelart som beskrevs av Hu 200. Ptocasius linzhiensis ingår i släktet Ptocasius och familjen hoppspindlar. Inga underarter finns listade i Catalogue of Life.